# Lilla Hannebergstjärnen
Lilla Hannebergstjärnen är en sjö i Dals-Eds kommun i Dalsland och ingår i Göta älvs huvudavrinningsområde. Sjön har en area på 0,102 kvadratkilometer och ligger 139,6 meter över havet.

## Delavrinningsområde
Lilla Hannebergstjärnen ingår i det delavrinningsområde (655557-127880) som SMHI kallar för Utloppet av Grundsjön. Medelhöjden är 162 meter över havet och ytan är 13,19 kvadratkilometer. Det finns inga avrinningsområden uppströms utan avrinningsområdet är högsta punkten. Vattendraget som avvattnar avrinningsområdet har biflödesordning 4, vilket innebär att vattnet flödar genom totalt 4 vattendrag innan det når havet efter 295 kilometer. Avrinningsområdet består mestadels av skog (82 procent). Avrinningsområdet har 1,51 kvadratkilometer vattenytor vilket ger det en sjöprocent på 11,5 procent.